# José Cremades Seller
José Cremades Seller (Novelda, 21 de setembre de 1912 - 19 de desembre de 1973) va ser advocat, jutge suplent, regidor i Tinent d'Alcalde de Novelda, conseller de la Caixa d'Estalvis de Novelda, President de l'assemblea local de Creu Roja de Novelda i Cronista Oficial de Novelda.
La revista de festes de Novelda Betània va publicar més d'una vintena dels escrits de José Cremades, tant d'índole literària com de recerca i, juntament amb d'altres van formar el corpus del seu únic llibre publicat En el Recuerdo.
El seu llibre "José Cremades Seller. En el Recuerdo" va ser reeditat en 2018 per Edicions locals d'Augusto Beltrá. Aquesta segona edició, prologada per l'actual Cronista de Novelda Pau Herrero i Jover, duplica les pàgines de l'original i inclou una gran quantitat de fotografies de familiars i amics que mostren l'ambient íntim que va envoltar José Cremades.
El 1965 va ser nomenat Cronista Oficial de la ciutat de Novelda.